# Lucius Burckhardt
Lucius Burckhardt (Davos, 12 de marzo de 1925 - Basilea, 26 de agosto de 2003) fue un sociólogo, economista y urbanista suizo. Fue un importante pensador en Teoría de la arquitectura y Teoría del Diseño, y se le conoce como el fundador de la paseología.

## Biografía

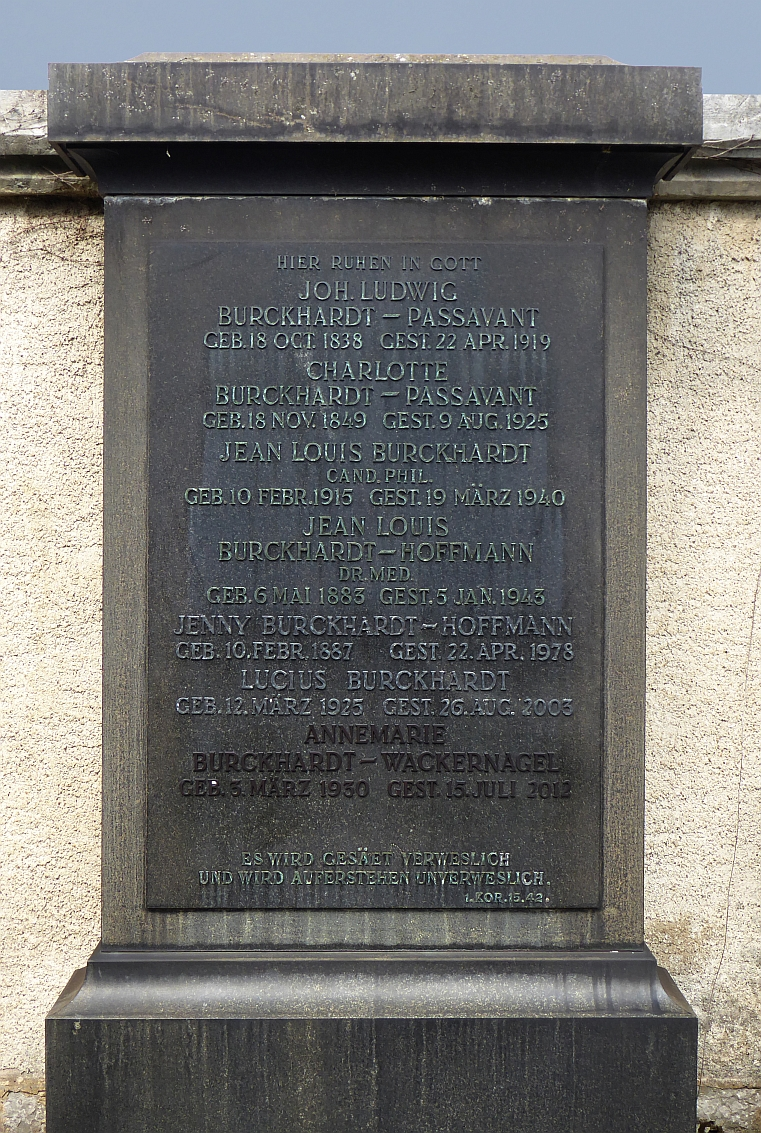
Tumba de Lucius y Annemarie Burckhardt en el camposanto Wolfgottesacker, Basilea.

Estudió primero Medicina, luego Economía y finalmente Sociología en Basilea, donde obtuvo el grado de doctor en 1955. Ese mismo año contrajo matrimonio con Annemarie Wackernagel, con quien además mantuvo una productiva relación intelectual y profesional. Luego trabajó como investigador científico en el Centro de Investigación Social de la Universidad de Münster en Dortmund. Se desempeñó como profesor invitado en la Hochschule für Gestaltung de Ulm en 1959. Asumió varias posiciones como docente de 1961 a 1973 y posteriormente fue Profesor Invitado de Sociología en el departamento de Arquitectura de la Escuela Politécnica Federal de Zúrich. Además, fue editor en jefe de la revista especializada Werk de 1962 a 1972. Entre 1976 y 1983, fue presidente de la Deutscher Werkbund y entre los años 1972 y 1997 fue profesor de socioeconomía de sistemas urbanos en el Departamento de Arquitectura y Planificación Urbana y del Paisaje de la Universidad de Kassel. Fue miembro del consejo fundador de la Hochschule der Bildenden Künste Saar de 1987 a 1989 y fundador y primer decano de la Facultad de Diseño de la Universidad Bauhaus de Weimar de 1992 a 1994.
En 1976, Lucius Burckhardt realizó su primer Urspaziergang en el parque del castillo de Riede, cerca de Kassel con estudiantes de la Universidad de Kassel, y en la década de 1980, junto con su esposa y basándose en sus investigaciones anteriores sobre sociología y urbanismo, desarrolló la paseología, como alternativa al planeamiento urbano tecnocrático que dominaba en la época.

## Honores y Reconocimientos
Fue miembro correspondiente de la Academia Alemana de Urbanismo y Planificación Regional, y recibió la Orden de las Artes y las Letras de Francia en el grado de Caballero.
Su obra fue reconocida con el Premio Cultural de Hesse en 1994 por destacadas contribuciones en los campos de la ciencia, la ecología y la estética. También con el Bundespreis für Förderer des Designs en 1995 y con el Premio de Diseño de Suiza en 2001.